# Columbia Law School

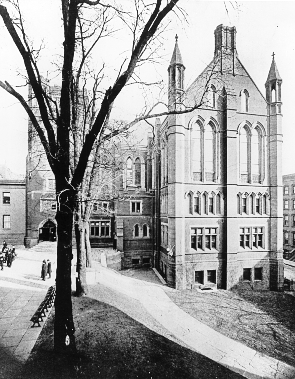

La Columbia Law School ou CLS est la faculté de droit de l’université Columbia à New York.
Membre de la prestigieuse Ivy League, Columbia est localisée dans Manhattan à New York City. David Schizer, un professeur de droit fiscal, en est l'actuel doyen. Chaque année depuis 1989, date à laquelle que les magazines américains U.S. News et World Report ont commencé à classer les facultés de droit en 1989, Columbia est toujours apparue dans le peloton de tête des cinq meilleures universités de droit aux États-Unis. La Law School apparait en huitième position dans le classement US News pour 2023.
L’admission à Columbia Law est parmi les plus sélectives des États-Unis avec seulement 14,7 % des candidats admis en 2008. Columbia Law School a produit un nombre important d'anciens élèves qui se sont distingués, notamment deux Présidents des États-Unis ; neuf juges de la Cour Suprême (trois d'entre eux étant Chief Justices) ; de nombreux membres des administrations présidentielles, sénateurs, membres du Congrès, gouverneurs, juges, universitaires et diplomates. Columbia jouit en particulier d'une très forte réputation en droit international, droit des sociétés et en propriété intellectuelle. L'école est également très respectée en droit constitutionnel, droit pénal, et philosophie du droit.